# Gornji Brgat
Gornji Brgat (in italiano Bergatto Superiore, desueto) è una frazione del comune croato di Breno.